# Outlast
Outlast is een survivalhorrorspel ontwikkeld en uitgegeven door Red Barrels, een groep ontwikkelaars die eerder werkten aan Prince of Persia, Assassin's Creed, Tom Clancy's Splinter Cell en Uncharted. Het spel werd uitgebracht op 4 september 2013 voor het besturingssysteem Windows. Een versie voor de PlayStation 4 volgde in de Verenigde Staten op 4 februari 2014, in Europa werd het spel een dag later uitgebracht. Op 19 juni 2014 verscheen het spel op de Xbox One. De ontwikkelaars hebben in oktober 2014 aangegeven bezig te zijn aan een vervolg.

## Gameplay
Outlast speelt zich af in een psychiatrisch ziekenhuis genaamd ''Mount Massive Asylum''. De speler speelt als Miles Upshur, een onderzoeksjournalist. De speler is uitgerust met een videocamera met nachtzichtfunctie. Om deze te gebruiken moet de speler batterijen vinden. Om aan de vijanden in het spel te ontkomen, kan Miles alleen wegrennen of zichzelf in een kluis of onder een bed verstoppen. Terugvechten is geen mogelijkheid. Slechts in één missie vecht Miles tegen een arts.

## Downloadbare inhoud
In mei 2014 werd de eerste downloadbare inhoud voor het spel uitgebracht: Outlast: Whistleblower voegt nieuwe gameplay toe aan het spel, welke zich afspeelt voor en na het oorspronkelijke spel.

## Ontvangst
| Recensiescore       | Recensiescore                 |
| Recensieverzamelaar | Score                         |
| ------------------- | ----------------------------- |
| GameRankings        | 79,94% (Windows) 76,53% (PS4) |
| Metacritic          | 80% (Windows) 78% (PS4)       |
| Publicist           | Score                         |
| Eurogamer           | 70% (Windows)                 |
| Game Informer       | 75% (Windows)                 |
| GameSpot            | 70% (Windows)                 |
| IGN                 | 78% (Windows)                 |
| PC Gamer (VS)       | 75% (Windows)                 |

Het spel werd in het algemeen goed ontvangen. Op de website Metacritic heeft de Windows-versie een beoordeling van 80 procent, de PlayStation 4-versie moet het doen met een beoordeling van 78 procent. GameRankings geeft daarentegen de Windows-versie een beoordeling van 79,94 procent, de PlayStation 4 kreeg 76,53%.